# Danny Blanchflower
Robert Dennis "Danny" Blanchflower (10. února 1926, Belfast – 9. prosince 1993, Londýn) byl severoirský fotbalista. Hrával na pozici záložníka.
Za severoirskou fotbalovou reprezentaci odehrál 56 utkání, v nichž vstřelil dva góly. Hrál v jejím dresu na mistrovství světa roku 1958. Díky svým výkonům na tomto šampionátu byl federací FIFA zpětně zařazen do all-stars týmu turnaje.
S Tottenhamem Hotspur vyhrál v sezóně 1962/63 Pohár vítězů pohárů. Stal se s ním mistrem Anglie (1960–61) i dvounásobným vítězem FA Cupu (1960–61, 1961–62).
V letech 1958 a 1961 byl v anketě FWA vyhlášen nejlepším fotbalistou Anglie.
V letech 1976-1978 byl trenérem reprezentace Severního Irska.